# Lee Jeong-beom
Lee Jeong-beom (21 de setembre, 1971) és un director de cinema i guionista de Corea del Sud. És conegut per pel·lícules com Cruel Winter Blues (2006) i The Man from Nowhere (2010). Amb més de 6 milions d'entrades i uns ingressos de ₩47.1 bilions, The Man from Nowhere va ser la pel·lícula coreana que es va comercialitzar millor (a Corea i a l'estranger) el 2010.